# Tammi Terrell
Tammi Terrell, pseudonimo di Thomasina Winifred Montgomery (Filadelfia, 29 aprile 1945 – Filadelfia, 16 marzo 1970), è stata una cantante statunitense, nominata a un Grammy Award, e principalmente celebre per la sua appartenenza all'etichetta Motown Records e per i suoi duetti con Marvin Gaye.
Terrell iniziò la propria carriera da adolescente, dapprima lavorando per l'etichetta Scepter/Wand Records, poi entrando a far parte della "James Brown's Revue" e incidendo per la casa discografica di Brown, la Try Me. Dopo aver frequentato per un periodo il college, lavorò brevemente per la Checker Records prima di firmare per la Motown nel 1965. In coppia con Gaye, Tammi piazzò sette singoli nella Top 40 della Billboard Hot 100, compresi la celeberrima Ain't No Mountain High Enough, premiata nel 1999 con il Grammy Hall of Fame Award, Ain't Nothing like the Real Thing e You're All I Need to Get By. La sua carriera si interruppe bruscamente nel 1967, quando ebbe un malore in scena durante un'esibizione con Gaye. In seguito, le fu diagnosticato un tumore al cervello. Dopo otto vani interventi chirurgici, Terrell morì il 16 marzo 1970 a soli ventiquattro anni.

## Primi anni
Tammi Terrell nacque col nome di Thomasina Winifred Montgomery a Filadelfia, da Jennie (nata Graham) e Thomas Montgomery. Jennie era un'attrice, Thomas era proprietario di una bottega di barbiere e svolgeva attività politica a livello locale.
Nella puntata, dedicata a Tammi, della docu-serie Unsung trasmessa nel 2010 dal canale americano via cavo TV One, la sorella Ludie ha affermato che Jennie era "malata di mente", e che i genitori avrebbero voluto avere un figlio maschio cui avrebbero dato nome Thomas. Quando invece lei nacque, la chiamarono Thomasina, soprannominandola "Tommie". In seguito fu lei stessa, a dodici anni, a cambiare il suo nomignolo in "Tammi" dopo aver visto il film Tammy fiore selvaggio e averne ascoltato l'omonima colonna sonora.
Nel suo libro My Sister Tommie – The Real Tammi Terrell, Ludie afferma che a undici anni Tammi venne stuprata da tre ragazzi. Ed è in questo periodo, inoltre, che avrebbe iniziato a soffrire di episodi di emicrania. Per quanto in quel momento non dessero molto peso alla cosa, i suoi familiari avrebbero in seguito affermato che questi mal di testa possono in qualche modo essere correlati alla sua successiva diagnosi di cancro al cervello.
Alle superiori, Tammi frequentò la Germantown High School di Filadelfia.

## Carriera

### Primi lavori
Nel 1960, dopo aver partecipato a vari concorsi canori a livello locale, Terrell venne scoperta dal cantante e compositore Luther Dixon. Firmò dunque per la casa discografica Wand, succursale dell'etichetta Scepter Records, incidendo la sua prima canzone, la ballata If You See Bill, con il nome di Tammy Montgomery e realizzando alcune demo per il gruppo delle Shirelles. Dopo aver inciso un altro singolo, Terrell lasciò la Wand. Venne poi presentata a James Brown, firmando un contratto con lui e iniziando a cantare come vocalist di supporto nella band di Brown durante i suoi tour. Nel 1961 Tammi creò un suo gruppo, "The Sherrys", ma alla fine del 1962 ne fu espulsa a causa di molteplici controversie. Pur continuando senza di lei, le rimanenti membri della band avrebbero poi avuto carriere separate. Nel 1963 incise il brano I Cried, scritto per lei da James Brown e Bobby Byrd. Pubblicato dalla Try Me Records, la casa discografica di Brown, fu il suo primo singolo a entrare in classifica, toccando la novantanovesima posizione della Billboard Hot 100.
Terminato anche quest'impegno, Terrell venne ingaggiata dalla Checker Records, con la quale compose e incise If I Would Marry You insieme a Jimmy Radcliffe. A seguito del relativo insuccesso avuto dal brano, decise di ritirarsi temporaneamente dal mondo della musica e si iscrisse all'Università della Pennsylvania, frequentando corsi di medicina, francese e psicologia e rimanendovi per due anni. Durante tale periodo, tuttavia, Jerry Butler, musicista e cantante del leggendario gruppo R&B The Impressions, le chiese di cantare insieme in una serie di spettacoli nei nightclub. Con la promessa fattale da Butler che avrebbe potuto continuare i suoi studi, Terrell acconsentì a esibirsi con lui in tournée. Nell'aprile del 1965, durante un'esibizione al Twenty Grand Club di Detroit, fu notata da Berry Gordy, fondatore e presidente della potente casa discografica Motown, il quale le promise un ingaggio. Lei accettò la proposta, firmando con la Motown il giorno del suo ventesimo compleanno, il 29 aprile.
Con la sua nuova etichetta, Terrell incise I Can't Believe You Love Me, suo primo singolo di genere R&B a entrare nella Top 40, seguito poco dopo da Come On and See Me. Nel 1966 incise due futuri classici: All I Do (Is Think About You), uno dei cavalli di battaglia di Stevie Wonder, e This Old Heart of Mine (Is Weak for You) portata al successo dagli Isley Brothers. Successivamente prese parte alla "Motortown Revue" aprendo le esibizioni dei Temptations.

### I successi con Marvin Gaye
All'inizio del 1967, la Motown impiegò Tammi Terrell per alcune incisioni in coppia con Marvin Gaye, il quale aveva già duettato con grande successo insieme a Mary Wells e Kim Weston. In quel periodo, Gaye affermò di non sapere quanto fosse vocalmente talentuosa Terrell fintantoché non iniziarono a cantare insieme. In una prima fase, infatti, i loro duetti venivano registrati in momenti differenti, e persino le sessioni di Ain't No Mountain High Enough, il loro primo singolo composto dal duo Ashford & Simpson, li videro cantare separatamenti le loro parti. Fu poi la stessa Motown a remixare le voci e modificare le parti di supporto, dando così predominio assoluto ai due interpreti. La canzone ebbe un grandioso successo nella primavera del 1967: raggiunse la diciannovesima posizione della Billboard Hot 100 e la terza delle classifiche R&B, facendo così diventare Terrell una star. Ancor meglio andò il singolo successivo, Your Precious Love, numero 5 in classifica pop e numero 2 in classifica R&B. A fine anno la coppia piazzò nella Top 10 un altro brano, If I Could Build My Whole World Around You, che raggiunse la posizione numero 10 della classifica pop e la numero 2 della classifica R&B. Il lato B di tale singolo, If This World Were Mine, composto dallo stesso Gaye (e da lui eseguito dal vivo durante i suoi ultimi tour degli anni '80), ebbe invece un modesto riscontro sia nella classifica R&B sia in quella pop (ventisettesima posizione nella prima e addirittura sessantottesima nella seconda). Ciò nonostante, Gaye avrebbe ritenuto la canzone come "una delle preferite da Tammi". Tutti e quattro i brani furono inclusi nel primo album di duetti di Gaye e Terrell, United, pubblicato a fine estate del 1967. Nel corso dell'anno, Gaye e Terrell iniziarono a esibirsi insieme dal vivo, e la cantante divenne fonte d'ispirazione, sia a livello vocale che di performance, per il timido e mite Gaye, il quale detestava i live. I due eseguirono i loro successi anche in trasmissioni televisive. Nel 1970, nell'ambito di un sondaggio promosso dal settimanale musicale CashBox, furono votati quale miglior duo R&B.

### Il tumore
Mentre Terrell stava finalmente affermandosi come diva, le emicranie e i mal di testa di cui aveva sofferto durante l'infanzia stavano diventando un problema sempre più costante. Pur lamentandosi di tali dolori, lei rivelava insistentemente a parenti e amici di essere abbastanza in grado di esibirsi. Tuttavia, il 14 ottobre 1967, mentre stava eseguendo insieme a Gaye Your Precious Love all'"Hampden – Sydney College" di Farmville (Virginia), Tammi svenne sul palco tra le braccia del partner. Poco dopo le fu diagnosticato un tumore cerebrale maligno, concentrato nella parte destra dell'organo. Venne operata una prima volta al "Graduate Hospital" (oggi "Penn Medicine Rittenhouse") di Filadelfia il 13 gennaio 1968.
Ristabilitasi dall'intervento, Terrell tornò agli Hitsville Studios di Detroit ove incise, sempre insieme a Gaye, You're All I Need to Get By. Sia quella canzone (incisa in seguito anche da altre grandi artiste quali Aretha Franklin, Dionne Warwick, Diana Ross e Gloria Gaynor) che Ain't Nothing Like the Real Thing (di cui poi avrebbero realizzato ragguardevoli cover, oltre alla Ross, anche i Jackson 5, Elton John e, in coppia, Justin Timberlake e Beyoncé) raggiunsero la vetta nelle classifiche R&B. Malgrado l'ottimismo di Terrell, il tumore progredì e ciò richiese ulteriori interventi chirurgici. Nel 1969 la cantante fu costretta dai medici, a causa della sua salute sempre più fragile, ad abbandonare le esibizioni dal vivo. All'inizio del 1969, la Motown pubblicò il primo e unico lavoro da solista di Terrell, Irresistible, i cui brani erano stati registrati molto prima e rimasti inediti per lungo tempo. Ma l'artista era in condizioni di salute troppo critiche per promuovere l'album.
Riguardo alla registrazione del terzo e ultimo album in coppia con Gaye, Easy, risalente sempre al 1969, vi sono differenti e controverse versioni. Stando ad alcune fonti, molto vicine a Gaye e in Marvin Gaye: What's Going On and the Last Days of the Motown Sound (2003) di Ben Edmonds, Tammi sarebbe stata in condizioni talmente pessime, dopo le varie operazioni chirurgiche cui si era sottoposta, da non essere in grado di cantare, sicché la Motown avrebbe deciso di sostituirla con l'autrice e produttrice Valerie Simpson. Gaye avrebbe poi affermato, come risulta da Motown: Music, Money, Sex, and Power (2005) del giornalista e scrittore Gerald Posner, che tale mossa rappresentava "un altro meccanismo per fare soldi da parte di Berry Gordy". D'altra parte, Valerie Simpson in più di un'occasione ha affermato che le voci femminili presenti in Easy sarebbero di Terrell, e non sue. Nelle note di copertina della raccolta The Complete Motown Singles (2008), Simpson ha esplicitamente negato di aver sostituito la collega nell'album. In seguito, nella succitata puntata della serie televisiva Unsung, ha tuttavia sostenuto di avere dapprima inciso le parti femminili insieme a Gaye data l'indisponibilità della sofferente Terrell, dopodiché quest'ultima sarebbe stata portata in studio quando era ancora abbastanza capace di incidere, sfruttando le parti già registrate dalla Simpson come voce guida. Da Easy vennero estratti i singoli Good Lovin' Ain't Easy to Come By, What You Gave Me, California Soul e The Onion Song, unico grande successo della coppia Gaye-Terrell a entrare in classifica nel Regno Unito. Sul finire del 1969, Terrell fece la sua ultima apparizione pubblica all'Apollo Theater di New York durante un'esibizione di Gaye il quale, non appena notò la presenza della partner, si precipitò al suo fianco per cantare insieme a lei You're All I Need to Get By, ricevendo dal pubblico una calorosa standing ovation.

## Vita privata
Nel corso della sua breve esistenza, Tammi Terrell ebbe la sfortuna di vivere storie coinvolgenti e passionali, ma al tempo stesso dai connotati sconcertanti e brutali.
Nel 1962 la diciassettenne Tammi iniziò una violenta relazione con James Brown, più grande di lei di dodici anni. L'anno successivo, nel corso di un tour, Terrell lasciò Brown dopo che questi una sera l'aveva aggredita, accusandola pretestuosamente di non aver assistito per intero a una sua esibizione. Bobby Bennett, ex membro dei Famous Flames (in cui Brown era entrato nove anni prima per poi divenirne leader) fu testimone della drammatica vicenda, e in un'intervista concessa a Rolling Stone nel 1989 dichiarò: "La picchiò terribilmente. Lei sanguinava, e spargeva sangue. Tammi lo lasciò perché voleva che lui non le frustasse più il sedere".
Durante la "Motortown Revue" del 1966, Terrell iniziò una torrida storia d'amore con il cantante dei Temptations David Ruffin. Nello stesso anno, la cantante accettò la proposta di matrimonio a sorpresa del collega. Tuttavia, subito dopo aver annunciato il loro fidanzamento in scena durante un'esibizione insieme, Tammi non solo scoprì che Ruffin era già sposato, ma anche che aveva tre figli e un'altra amante. Tale rivelazione, unita alla di lui tossicodipendenza, condusse a violente discussioni tra i due. Intervistata nel 1969 dal popolare mensile Ebony, Terrell ritenne che lo stato emotivo vissuto durante questa relazione fosse stato un fattore scatenante del suo mal di testa, che giungeva a ogni litigio. Alla fine, nel 1967 chiuse anche con Ruffin dopo che quest'ultimo l'aveva colpita alla testa con un casco da motociclista. Si vociferò inoltre che Ruffin l'avesse colpita, sempre alla testa, addirittura con un martello, il che avrebbe ulteriormente complicato le sue precarie condizioni fisiche, fino ad allora sconosciute ai più. La diceria è stata tuttavia dissipata nel già menzionato episodio di Unsung dedicato a Terrell.
Al momento della morte, Tammi era fidanzata con Ernest "Ernie" Garrett, medico dell'ospedale di Filadelfia dove era stata sottoposta alle cure per il tumore.

## Morte
A causa delle continue complicazioni dovute al cancro al cervello, Terrell fu costretta negli ultimi mesi di vita a utilizzare una sedia a rotelle. Fu inoltre colpita da cecità, perse i capelli e arrivò a pesare appena quarantadue chili. Dopo l'ottava e ultima operazione chirurgica, subita il 21 gennaio 1970, la cantante entrò in coma. Morì il 16 marzo all'età di 24 anni. I funerali si tennero presso la Janes Methodist Church di Filadelfia. Tammi fu poi sepolta nel cimitero di Mount Lawn a Sharon Hill, in Pennsylvania. Durante la funzione, Marvin Gaye pronunciò l'elogio finale sulle note di You're All I Need to Get By. Stando a quanto affermato da "Ernie" Garrett, che conosceva bene Gaye, la madre della giovane, totalmente furiosa nei confronti della Motown, proibì a tutti i membri della casa discografica di partecipare al funerale, facendo un'eccezione per il solo Gaye, da lei ritenuto l'amico più intimo della figlia. Jennie accusò la Motown soprattutto di non averla protetta abbastanza durante la relazione con David Ruffin.
Marvin Gaye non superò mai del tutto il trauma della dipartita di Tammi. Diversi biografi dell'artista hanno sostenuto che fu il drammatico evento a spingerlo alla depressione e all'abuso di droghe. L'album What's Going On del 1971, il primo di Gaye dopo la morte di Terrell, tra i suoi migliori (se non il migliore), introspettivo e incentrato su temi più socialmente impegnati, costituì in parte anche una reazione allo shock.

## Discografia

### Album
- 1967 - United (con Marvin Gaye)
- 1967 - The Early Show
- 1968 - You're All I Need (con Marvin Gaye)
- 1969 - Easy (con Marvin Gaye)
- 1969 - Irresistible
- 1970 - Marvin Gaye and Tammi Terrell's Greatest Hits

### Raccolte
- 2001 - The Complete Duets (con Marvin Gaye)
- 2001 - The Essential Collection